# Arthrographis cuboidea
Arthrographis cuboidea är en svampart som först beskrevs av Sacc. & Ellis, och fick sitt nu gällande namn av Sigler 1976. Arthrographis cuboidea ingår i släktet Arthrographis och familjen Eremomycetaceae.   Inga underarter finns listade i Catalogue of Life.